# Antonio Cardarelli
Antonio Cardarelli (Civitanova del Sannio, 29 marzo 1831 – Napoli, 8 gennaio 1927) è stato un medico, patologo e politico italiano, senatore del Regno d'Italia.

## Biografia
(Matilde Serao su Amato Amati alias Antonio Cardarelli)

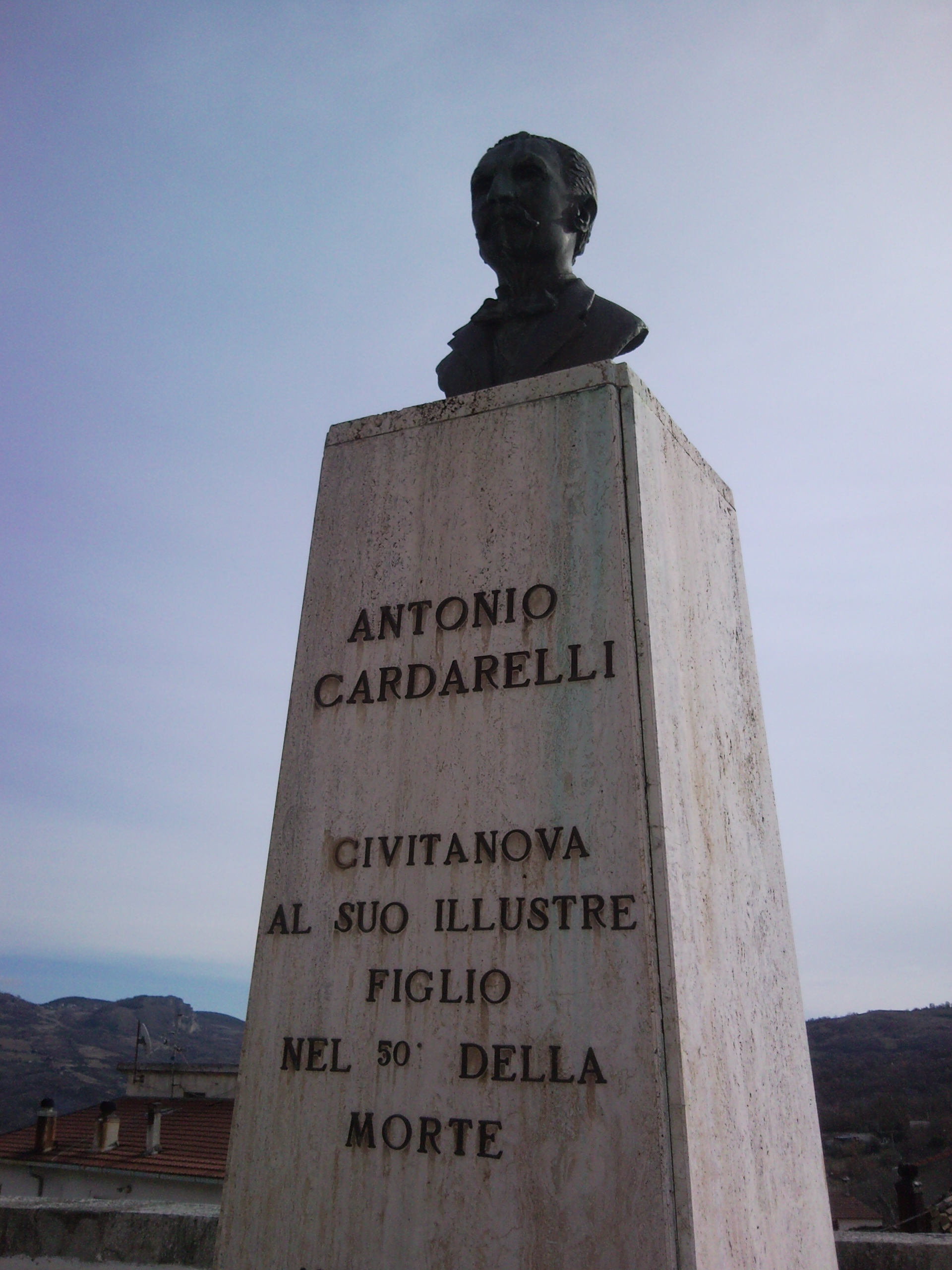
Monumento ad Antonio Cardarelli, Civitanova del Sannio

Nasce il 29 marzo 1831 a Civitanova del Sannio da Urbano Cardarelli, beneamato medico della cittadina e Clementina Lemme, baronessa di Belmonte del Sannio. Compie gli studi classici nel Seminario Vescovile di Trivento dimostrando grande passione e intelligenza. All'età di 17 anni si reca a Napoli, dove si iscrive al collegio Medico di S. Aniello.
Giovanissimo, nel 1853 si laurea in Medicina e Chirurgia. Durante gli studi nella città partenopea viene a conoscenza, diventando anche sostenitore, dei moti Garibaldini e Mazziniani, cosa che non gli è stata certamente d'aiuto ai fini della carriera, essendo Napoli una città espressamente Borbonica. Infatti, si dice sia stato costretto a presentare una falsa identità per partecipare al concorso da assistente al Complesso degli Incurabili, dove risultò primo. Svolgendo la pratica medica, le sue notevoli capacità diagnostiche, innovative per la clinica del suo tempo, lo resero celebre facendogli guadagnare il rispetto e il favore dei migliori nomi della medicina italiana. Quando divenne primario nel suddetto ospedale, “il Grande Clinico” poteva già contare un vasto stuolo di discepoli richiamati dalla sua grande fama e desiderosi di ascoltare la sua dottrina.
Nel 1880 vince la cattedra di Patologia Medica alla Regia università di Napoli, dove insegnerà ininterrottamente fino al 1923, quando è costretto a lasciare la docenza a causa della sua veneranda età (92 anni). Qui conobbe uno dei suoi allievi prediletti, che successivamente insegnò anche come docente di clinica medica nella stessa università Luigi D'Amato.
Sempre nel 1880 viene eletto deputato alla Camera presso il Collegio di Isernia fino al 1894. In seguito fu nominato Senatore del Regno d'Italia per altre due legislature.
Muore a Napoli l'8 gennaio 1927. I suoi resti riposano nel paesello alto molisano che gli ha dato i natali, nel cimitero che lui stesso contribuì a costruire.
Fu medico di fiducia di personaggi celebri come Giuseppe Garibaldi, i sovrani Vittorio Emanuele II e Umberto I, Giuseppe Verdi e il filosofo Benedetto Croce.
A lui sono stati intitolati gli omonimi ospedali di Campobasso e Napoli. Nel paese natio lo ricordano due lapidi e un monumento, a Campobasso gli è anche stata dedicata una via del centro, a Napoli un busto, una strada e una targa marmorea sulla facciata della casa in cui visse in Via Santa Maria di Costantinopoli, ad Arzano una via cittadina (amico del noto medico Francesco Antonio Giordano  di Frattamaggiore, con cui tenne frequenti contatti epistolari), e a San Marco dei Cavoti (Benevento) una lapide collocata all'interno del palazzo Jelardi a ricordo della visita fatta dall'illustre clinico alla marchesa Carlotta Jelardi Polvere Cassitto di Ravello di cui era amico.

## La Semeiotica di Cardarelli e "l'occhio clinico"

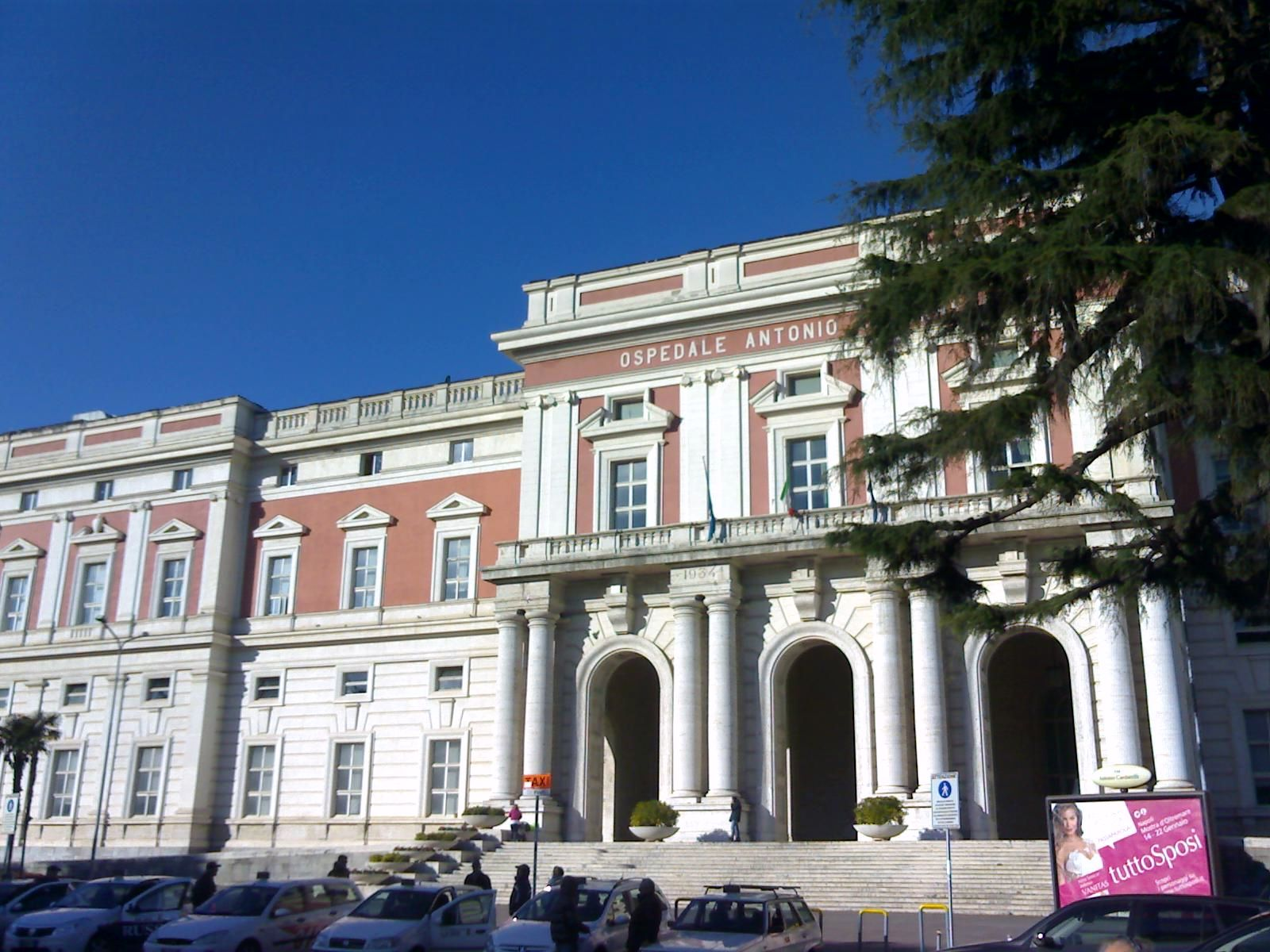
L'Ospedale Antonio Cardarelli di Napoli

La semeiotica, disciplina che studia i segni e i sintomi clinici, è sicuramente l'arte che più ha risentito del genio del clinico molisano. Infatti il nome di Cardarelli è legato a ben sedici segni clinici, riconosciuti dalla semeiotica nei campi delle malattie più svariate: aneurismi (segno di Cardarelli), echinococco del fegato, neoformazione mediastinica, vagotomia e tumori della pleura. I segni clinici che portano il suo nome, altro non sono che il frutto del rigore scientifico con cui basava il suo ragionamento diagnostico nella semplice, pacata e ordinata osservazione del malato, mettendo a frutto quello che gli venne universalmente riconosciuto come il suo leggendario “occhio clinico”: leggeva sull'ammalato come in un libro aperto venendo considerato per questo, dall'insigne Augusto Murri, il più grande clinico contemporaneo perché "gli altri clinici dicono quello che hanno letto, mentre lui dice quello che ha visto".
Seguendo questo modus operandi, riesce a diagnosticare a Papa Leone XIII, unico tra i medici interpellati, un cancro alla pleura e a diagnosticare malattie gravissime in persone apparentemente sane.. È inoltre noto che egli riuscisse a diagnosticare l'aneurisma dissecante dell'aorta facendo semplicemente pronunciare la lettera “a” al paziente.
L'applicazione della sua abilità diagnostica, oltre che a procurargli invidia e dispute con i maggiori luminari della medicina in Europa, faceva spesso inneggiare il popolino al miracolo, alimentando così la sua fama, le leggende e gli aneddoti che inevitabilmente nascevano attorno alla sua figura. Infatti sono molte le storie verosimili che mettono in luce il suo già citato occhio clinico; si dice che dei colleghi invidiosi, volendolo mettere alla prova, gli fecero visitare un loro complice che si fingeva malato. Cardarelli, dopo averlo visitato diagnosticò al burlone, accompagnato dalle risate degli altri dottori che ormai avevano rivelato lo scherzo, una nefrite cronica. Il finto malato rifiutò divertito le cure e morì dopo pochi giorni.. Il prof. Di Nardo, un suo biografo, riferisce inoltre altri due aneddoti: quello di una diagnosi di tubercolosi fatta ad un cantante semplicemente ascoltandolo cantare durante un concerto e quello di un aneurisma dell'aorta intuito anch'esso semplicemente ascoltando il rauco grido di un pescivendolo che passava vicino alla sua carrozza.
Pubblicò inoltre studi nei più svariati campi della medicina. Tra i più interessanti sono da ricordare quelli sugli aneurismi, sui tumori, sulle malattie funzionali e nervose del cuore e sulle pseudo leucemie dei bambini. Studi questi, che sebbene datati sono ancora utili al medico moderno.

## Carriera politica

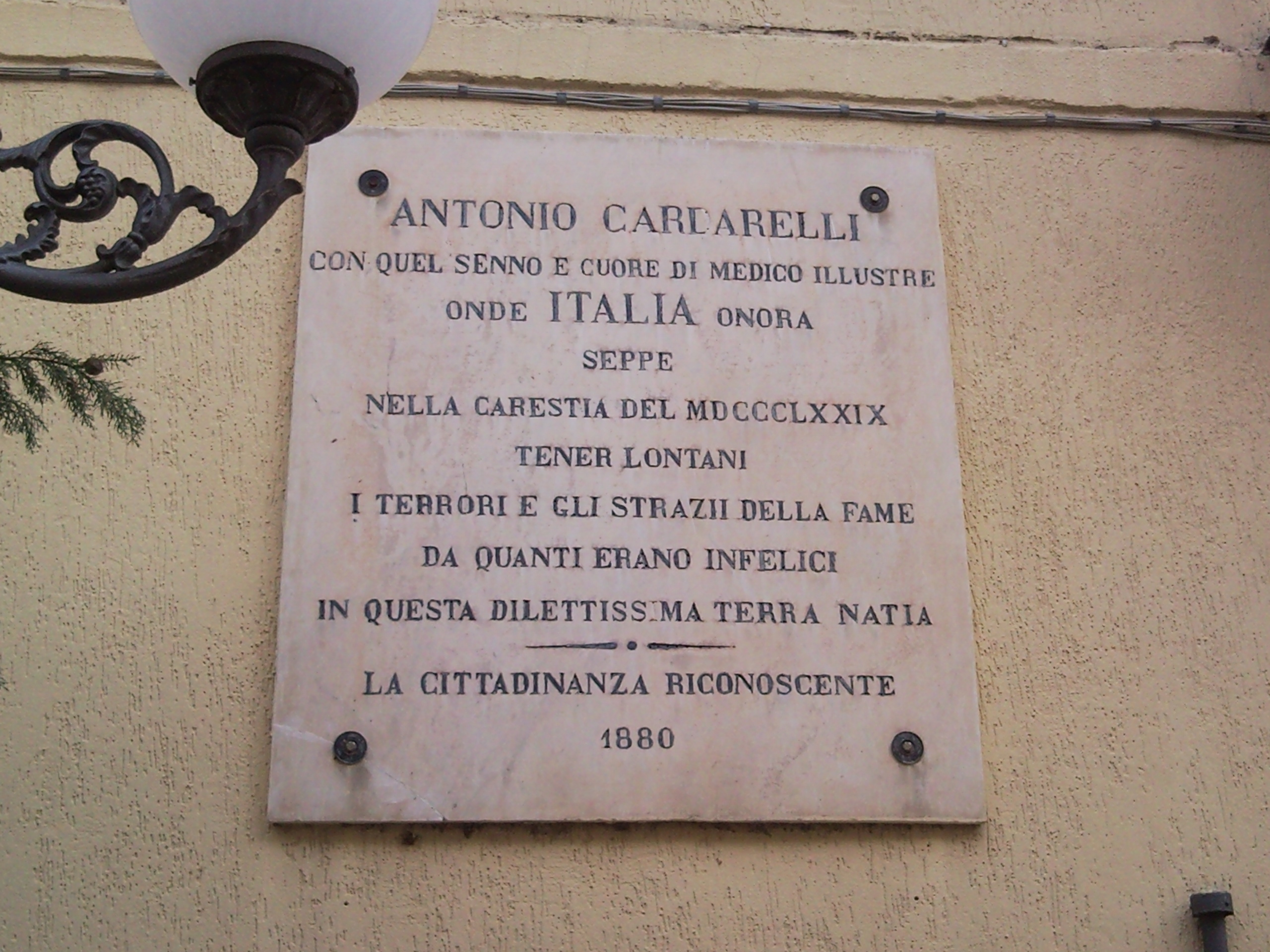
Targa dedicata ad Antonio Cardarelli, Municipio di Civitanova del Sannio.

L'attività politica di Antonio Cardarelli si snoda in un lungo periodo di tempo in Parlamento (1880-1904), dapprima alla Camera dei deputati e in seguito al Senato del Regno, per un totale di sette legislature. Naturalmente non perse occasione di discutere in queste sedi, nel modo di ragionare che lo contraddistingueva, di problemi d'origine igienico-sanitaria, di questioni legate all'insegnamento universitario, soprattutto nell'Ateneo di Napoli, e di interventi vari a favore delle popolazioni molisane, ancora particolarmente arretrate, che egli rappresentava.
Tra i più interessanti interventi pronunciati in Parlamento si ricorda la dura critica all'allora Ministro Guido Baccelli su come stesse sperperando i fondi destinati agli emergenti nosocomi, suggerendo, in alternativa ai costosi ricoveri, l'istituzione di strutture da lui chiamate “Policliniche” che offrissero servizi molto simili agli odierni “Day Hospital” e Pronto Soccorso, che non costringessero qualsiasi paziente ad una lunga e onerosa degenza. In molte altre occasioni dimostrò grande spessore e mirabile lungimiranza; sono da ricordare infatti, il discorso che chiedeva una maggiore viabilità nel Molise e la richiesta di abbassare il prezzo del sale, un alimento indispensabile per il suo enorme valore nutritivo, che deve essere alla portata di tutti. Conservò fino a poco prima di spegnersi il suo spiccato senso civico, quando scrisse preoccupato alle maggiori cariche istituzionali, chiedendo di porgere un occhio di riguardo alla sua terra natia, il Molise, unica regione del Regno a non avere ancora un Ospedale.

### Cardarelli e Civitanova del Sannio
(Antonio Ciolfi, Sindaco di Civitanova Del Sannio, 8 gennaio 1977)

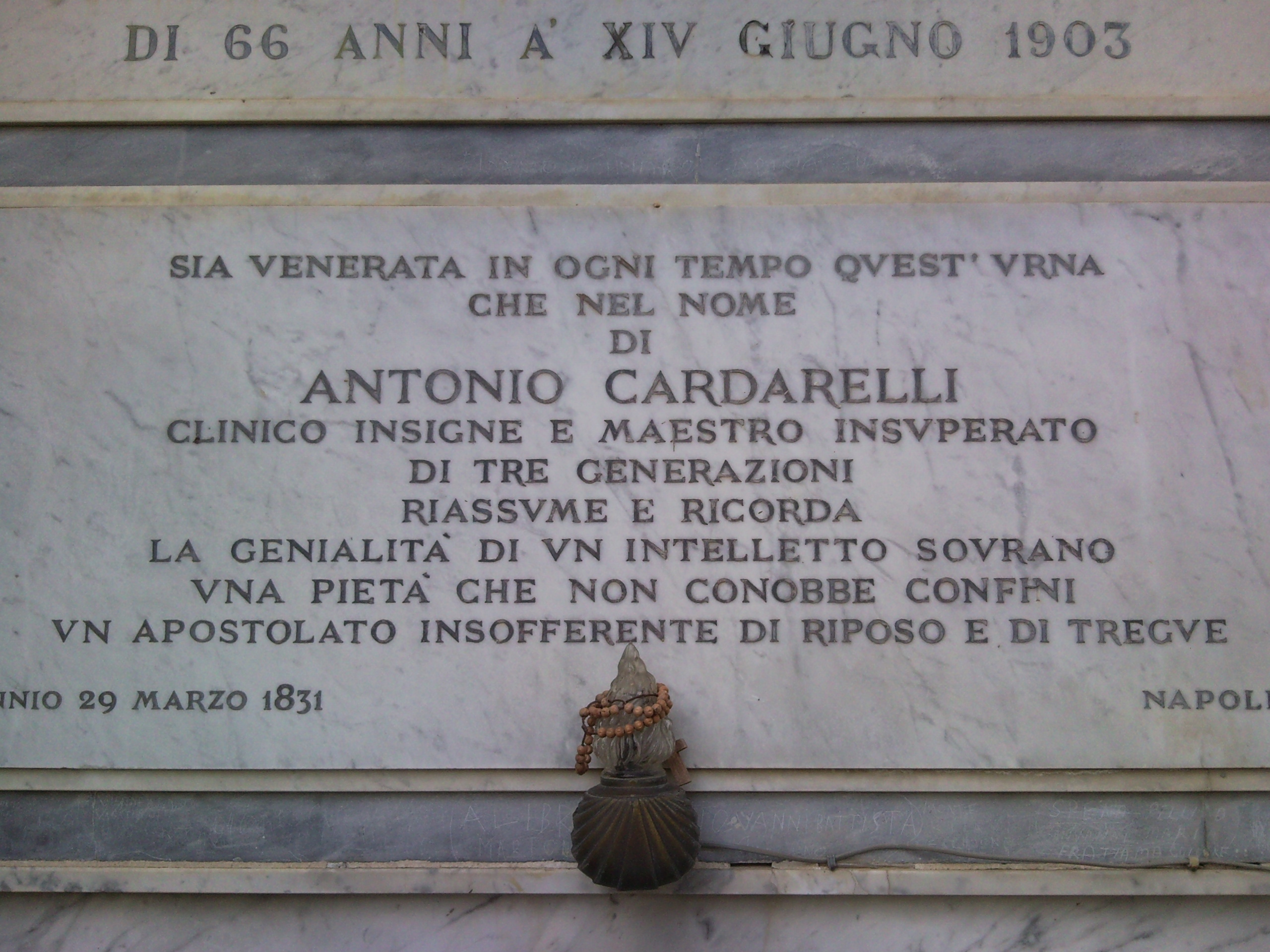
Tomba di Antonio Cardarelli, Cimitero di Civitanova del Sannio

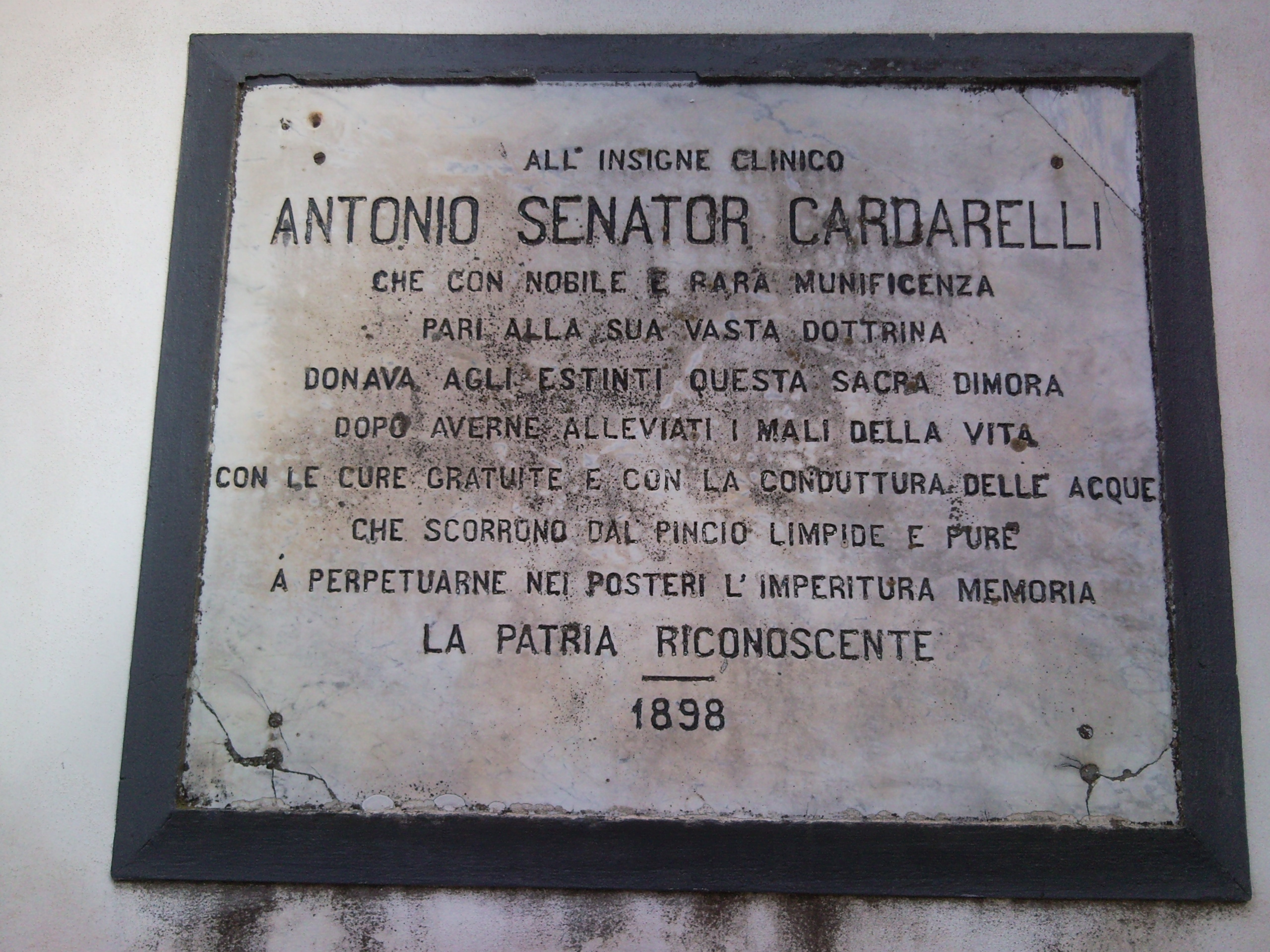
Targa dedicata ad Antonio Cardarelli, Cimitero di Civitanova del Sannio

Cardarelli è stato un grande benefattore verso il suo paese d'origine, e ogni cittadino di Civitanova è al corrente di tutto ciò che di bene ha fatto per le sue terre. Il Grande Clinico, infatti, viene qui ricordato con targhe, monumenti e commemorazioni che rimangono ad imperitura memoria del suo operato. In particolare egli portò per la prima volta l'illuminazione elettrica nella piccola cittadina Sannita finanziando la costruzione di una centrale idroelettrica sul fiume Trigno, fece costruire l'acquedotto e la rete fognaria, aiutò la popolazione a scampare alla tremenda carestia che afflisse Civitanova nel 1879 e fece costruire l'attuale cimitero..
La gratitudine verso il grande scienziato dei Civitanovesi e di tutta la gente che ha aiutato, i cui discendenti tutt'oggi giungono sulla sua tomba anche da Napoli, Salerno e Paestum, è ancora tangibile. Infatti non è raro vedere visitatori portare davanti alla sua cripta tazzine di caffè, cicchetti di brandy e sigarette accese che il clinico occasionalmente amava concedersi.

## Scritti principali
- Gli aneurismi dell'aorta per Antonio Cardarelli. - Napoli: V. Pasquale, 1868
- Lezioni sulle malattie del fegato e delle vie biliari dettate nell'Ospedale clinico Gesù e Maria / A. Cardarelli; - Napoli - 1890
- Nosografia della Pseudo-leucemia splenica (infettiva) dei bambini: Memoria letta alla r. Accademia medico-chirurgica - Napoli - 1890
- Le malattie nervose e funzionali del cuore - Napoli, Stab. Tip. Dell'unione - 1892
- L'idrotorace destro nelle cardiopatie: sua importanza e patogenesi / Antonio Cardarelli - Napoli - 1894
- Sarcoma primitivo della pleura: Conferenza Clinica - Roma - 1896
- L'intervento chirurgico nelle grandi dilatazioni di stomaco: Lezione Clinica (a proposito di un caso di gastrectomia) - Firenze - 1900
- La ipermegalia splenica con cirrosi epatica (morbo del Banti) : Lezione (Clinica medica della r. Universita di Napoli) - Firenze - 1900
- Ragioni del mio dubbio sulla malattia del papa Leone XIII - Firenze - 1903
- Lezioni scelte di Clinica medica (decennio 1907-1916) / raccolte, ordinate e annotate dal dott. Tommaso Senise - Napoli - 1920
- Lezioni scelte di Clinica medica (decennio 1907-1916) / raccolte, ordinate e annotate dal dott. Tommaso Senise - Napoli - 1921
- Malattie dell'apparecchio respiratorio, dell'apparecchio cardiovascolare, del sangue e degli organi emolinfopoietici - Napoli -1921
- Lezioni scelte di Clinica medica (decennio 1907-1916) / raccolte, ordinate e annotate dal prof. Tommaso Senise - Napoli - 1922
- Malattie del sistema ghiandolare, dell'aorta, dell'apparato digerente, del sistema nervoso. - Napoli - 1928